# ستيف بويت
ستيف بويت (بالإنجليزية: Steve Boyett)‏ هو دي جيه وكاتب أمريكي، ولد في 1960.

## وصلات خارجية
- الموقع الرسمي